# Jordan Ellenberg
Jordan Stuart Ellenberg (nascido em 1971) é um matemático e autor estadunidense. Atualmente, é o Professor John D. MacArthur de Matemática na Universidade do Wisconsin-Madison.

## Biografia
Considerado uma criança prodígio, tendo aprendido a ler aos dois anos de idade assistindo Sesame Street, Ellenberg participou da Olimpíada Internacional de Matemática em três oportunidades, vencendo as edições de 1987 e 1989, com uma pontuação perfeita, e ficando com a medalha de prata na edição de 1988. Durante seu período como acadêmico de Harvard, Jordan foi duas vezes Putnam fellow, em 1990 e 1992.
Desde 2004, trabalha como professor de matemática na Universidade do Wisconsin-Madison, sendo o Professor John D. MacArthur de Matemática desde 2015. Em 2012, Ellenberg foi eleito para a Sociedade Americana de Matemática, e nomeado como Guggenheim Fellowship três anos depois, em 2015, trabalhando nos campos da teoria dos números e geometria algébrica.
Além do seu trabalho como professor, Ellenberg também é autor, tendo escrito a novela The Grasshopper King, finalista do New York Public Library Young Lions Fiction Award em 2004, e do livro de não-ficção How Not to Be Wrong (conhecido no Brasil como O Poder do Pensamento Matemático), considerado um best-seller; além de escrever regularmente a coluna "Do the Math" no Slate, e ocasionalmente artigos sobre matemática no The New York Times, The Washington Post, The Boston Globe, Wired, Seed, e The Believer.

## Publicações

### Romances
- The Grasshopper King. [S.l.]: Coffee House Press. 2003. ISBN 978-1566891394

### Não-ficção
- How Not to Be Wrong: The Power of Mathematical Thinking. [S.l.]: Penguin. 2014. ISBN 978-1594205224

### Artigos
- Ellenberg, Jordan (30 de maio de 2014). «The Wrong Way to Treat Child Geniuses». The Wall Street Journal. Consultado em 19 de setembro de 2018
- Ellenberg, Jordan (24 de julho de 2014). «Don't Teach Math, Coach I». The New York Times. Consultado em 19 de setembro de 2018
- Ellenberg, Jordan. «The Beauty of Bounded Gaps». Slate Magazine. Consultado em 19 de setembro de 2018
- Ellenberg, Jordan. «The Last Great Problem». The Believer. Consultado em 19 de setembro de 2018